# Tournesol mexicain
Tithonia diversifolia
Espèce
Le Tournesol mexicain (Tithonia diversifolia) est une espèce de plantes à fleurs de la famille des Asteraceae originaire du Mexique et d'Amérique centrale, comme son nom commun l'indique, et devenue pantropicale.

## Description
Herbe pérenne dressée pouvant atteindre 2,5 à 3 mètres de haut, le tournesol mexicain présente des feuilles alternes dont le limbe comporte de trois à cinq lobes. Il pousse souvent en massif. Les grandes fleurs voyantes sont jaune à orange et de 5 à 15 cm de largeur. Les graines sont des akènes, à quatre angles et mesurent 5 mm de longueur. Elles sont propagées par le vent.

## Répartition

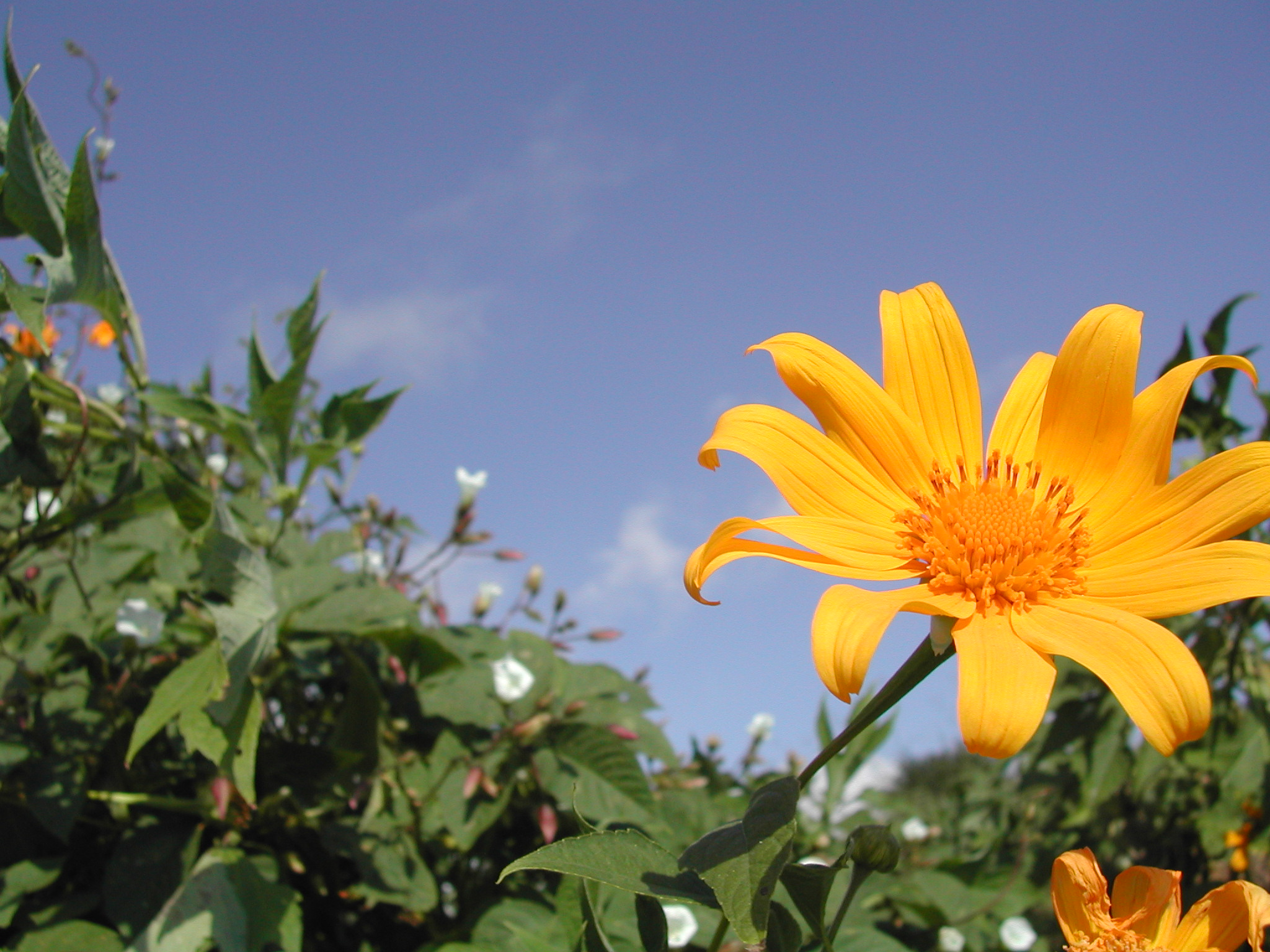
Tournesol mexicain, inflorescence.

Le tournesol mexicain aime le plein soleil, supporte bien la sècheresse ou la chaleur et peut pousser sur des sols pauvres. Il s'est naturalisé à La Réunion, surtout dans l'ouest, où l'on trouve parfois d'importants groupements près des ravines ou au bord des chemins. Il y est appelé « Petite Fleur soleil » ou « Fleur la fête des mères », car il fleurit de mai à juin.

## Utilisation
Des études menées au Kenya ont montré que la plante peut être utilisée comme engrais vert ; elle présente un grand potentiel pour augmenter la fertilité des sols pauvres en éléments nutritifs en apportant azote (N), phosphore (P) et potassium (K). Elle agit même comme pesticide naturel. Elle peut aussi servir d'aliment pour la volaille, être utilisée en bois de chauffe, ou pour contrôler l'érosion des sols.

## Dénominations
Ce taxon porte en français le nom vernaculaire ou normalisé suivant : Tournesol américain.

## Systématique
Le nom correct complet (avec auteur) de ce taxon est Tithonia diversifolia (Hemsl.) A.Gray.
Tithonia diversifolia a pour synonyme :
- Mirasolia diversifolia Hemsl.